# プロ野球ゲーム
プロ野球ゲーム（プロやきゅうげーむ）は、タカラが1978年から1998年までの21年間、販売していたカードゲーム。1994年からは商品名にカードが付き、プロ野球カードゲームとなった。巷間、タカラプロ野球ゲームとも、タカラプロ野球カードゲームとも言われる。

## 概要
1978年5月に第一弾セットを発売。ただしこの年はカードゲームではなく、「巨人vs阪神」の2球団が対戦するボードゲームの一種として販売。拡張カードセットとなるセントラル・リーグその他4球団分は、「ついに実現ペナント・レース！」のコピーの下、定価400円で発売された。
「各々はがきによる注文でしかそれぞれ手に入らなかった」という情報は、プロ野球ゲームファンクラブ申し込み（4球団のセットに同包）と混同したものである。カード枚数は一球団、投手、捕手、野手合わせて30枚だが、追加発売された球団セットには、球団ロゴカード、選手紹介冊子も付いていた。。
翌年となる「昭和54年版」より6球団30選手セットが個別に店頭発売開始（定価450円）。しかし「55年度版」までは「巨人vs阪神」セットの拡張カードという趣が強く、パシフィック・リーグ版6球団の発売も56年度版発売まで待たねばならなかった。パ・リーグ球団参入とともに「巨人vs阪神」セットの発売がなくなり、それぞれ個別にプレイマットも付属するようになる。
「昭和62年版」を最後にカード記載の元号表記が西暦表記に移行（次弾は「’88年度版」）。

## 遊び方
攻撃側、守備側ともにサイコロを2つ用いる。守備側が投球としてサイコロを2つ同時に振り、その出目によって投球がストライクまたはボールになる。攻撃側は1球ごとに打撃か見送りかを通告し、その結果が見逃し、空振り、ファール、ヒッティングとなり、さらにその結果を個人カードの裏面に記載された結果で凡打や安打として得点を競う。送りバント、スクイズ、ドラッグバント（カードではドラックバントになっている）、盗塁（二盗、三盗、本盗）、ヒットエンドランは事前に相手に通告してからサイコロの出目によって成否になる。守備側にもエラーの危険性もある。また、安打で二塁から生還、二塁打で一塁から生還、外野フライで三塁から生還したい時は、打撃結果判明後にこれらの機能の行使を宣告し、サイコロの出目によって成否になる。
ぞろ目の1・1などは本塁打など安打が多く、守備側も決め球（すべて空振りのストライクをとれる）になる。例外を除き、シーズン成績で5本塁打している選手には、本塁打の項目が1つある。

## 個人カード
一つの球団につき、30人の選手カードが入っていて、前年の成績にもとづいて打撃の内容が記載される。80年代はじめは、投手ランクと守備ランクも記入され、レベルによって決め球の数やエラーの確率が変わっていた。シーズン初めに販売される為に、新人選手などは見込みの成績をもとに、項目が作られる。
表面デザインは時期により変更が加えられているが、裏面の出目データは21年間大きな変更はなく、組み合わせて遊ぶことができた。

## その他
定価は600円程度だったが、消費税導入後は値上げした。
　